# Иванај
Иванај или Ивановић (алб. Ivanaj) је насељено место у општини Велика Малесија у округу Скадар, Албанија. Према попису из 1989. године било је 2.034 становника.
Иванај су једно од насеља малисорског племена Кастрати. Српски етнолог Андрија Јовићевић, 1923. године наводи да Иванај има 35 кућа.